# Форт Мид (Мериленд)
Форт Мид (енгл. Fort Meade) насељено је место без административног статуса у америчкој савезној држави Мериленд.

## Демографија
По попису из 2010. године број становника је 9.327, што је 555 (-5,6%) становника мање него 2000. године.
| Група             | 2000.         | 2010.         |
| Белци             | 5.749 (58,2%) | 5.157 (55,3%) |
| Афроамериканци    | 2.491 (25,2%) | 2.227 (23,9%) |
| Азијати           | 294 (3,0%)    | 267 (2,9%)    |
| Хиспаноамериканци | 944 (9,6%)    | 1.179 (12,6%) |
| Укупно            | 9.882         | 9.327         |